# اوکیچوبی (فلوریدا)
اوکیچوبی (به انگلیسی: Okeechobee) شهری در شهرستان اوکیچوبی ایالت فلوریدا است که در سال ۱۹۱۵ بنیان‌گذاری شده‌است. این شهر طبق سرشماری سال ۲۰۱۰ میلادی، ۵٬۶۲۱ نفر جمعیت داشته و مساحت آن نیز ۱۰٫۸ کیلومتر مربع است.